# Макак левохвостий
Макак левохвостий або Вандеру (лат. Macaca silenus) — вид приматів з роду Макака (Macaca) родини Мавпові (Cercopithecidae).

## Опис
Довжина голови й тіла самців: 51–61 см. Довжина голови й тіла самиць: 42–46 см. Довжина хвоста самців: 24–39 см. Довжина хвоста самців: 25–32 см. Вага самиць: 2–6 кг. Вага самців: 5–10 кг. Шерсть блискуча і чорна крім значної гриви сивого волосся, що обрамляє обличчя. Має чорний чубок на кінці хвоста, схожий на хвіст лева; у самця він більш розвинений, ніж у самиці.

## Поширення
Ендемік Індії (Карнатака, Керала, Таміл Наду). Це в основному деревний вид, який віддає перевагу верхньому навісу первинних тропічних вічнозелених дощових лісів, але також можуть бути знайдені в мусонних лісах, в порушених лісах і навіть плантаціях фруктових дерев на висоті від 100 до 1800 м.

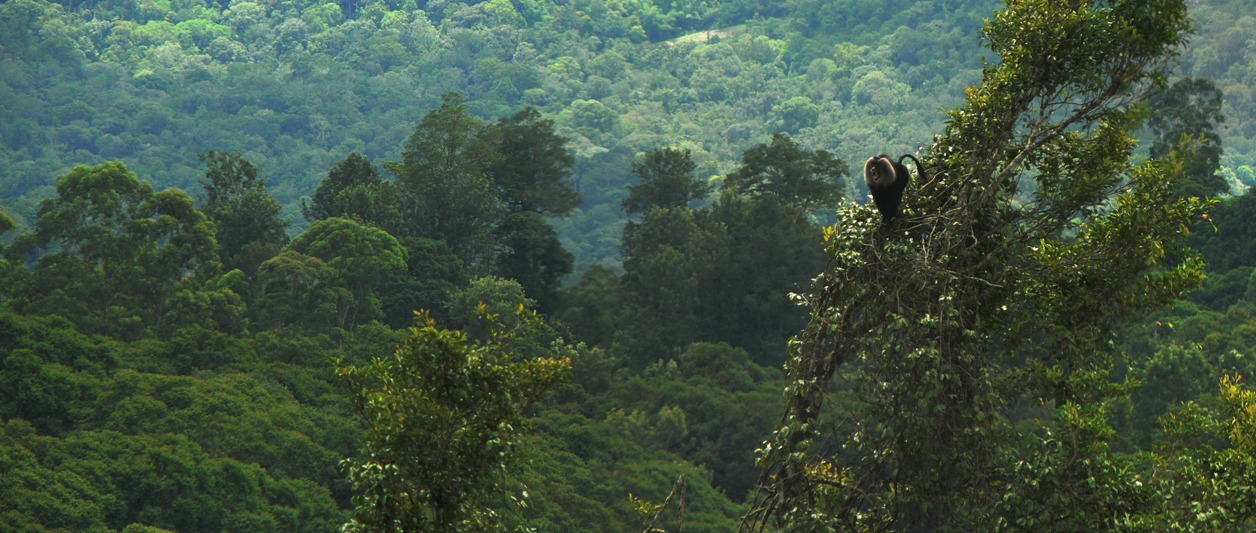

## Поведінка
Це плодоїдний вид, хоча споживає також насіння, молоде листя, квіти, бутони і навіть гриби. Їх еластичні защічні мішки використовуються для швидкого зібрання великої кількості їжі. Макаки левохвості живуть у невеликих групах від 4 до 30 (в середньому 10 — 20) особин, які, як правило, складаються з одного самця, кількох самок і їх дитинчат, але іноді видно до трьох дорослих самців. Групи є територіальними і самці цього виду є єдиними з макак, які використовують вигуки для позначення територіальних кордонів. Ці макаки проводять більшу частину свого часу на деревах, збившись у купу вночі високо під пологом лісу, щоб спати.
Немає конкретного сезону розмноження. Статева зрілість досягається у 4 роки для самиць, і 6 років для самців. Самиці народжують одне маля після періоду вагітності близько 6 місяців (162—186 днів). Тривалість життя становить близько 13 років, в неволі до 30 років.

## Загрози та охорона
Серйозною загрозою для цього виду є фрагментація середовища проживання.